# LOXL1
El lysyl oxidase-like 1, també conegut com a LOXL1, és un enzim que en humans està codificat pel gen LOXL1.

## Funció
El gen de l'enzim LOX1 pertany a una família que codifica diferents lisil oxidases. Aquesta família és essencial per a la biogènesi del teixit connectiu: codifica una amino-oxidasa extracel·lular coure-depenent que catalitza el primer pas en la formació d'enllaços entre el col·lagen i l'elastina. Un seqüència ben conservada d'aminoàcids de l'extrem C-terminal sembla suficient per a l'activitat amino-oxidasa, el que suggereix que cada membre de la família ha conservat aquesta funció. L'extrem N-terminal està poc conservat i confereix papers addicionals en la regulació del desenvolupament, la senescència, la supressió tumoral, el control del creixement cel·lular i la quimiotaxi a cada membre de la família.

## Interaccions
S'ha demostrat que LOXL1 interacciona amb FBLN5.